# Cheirogaleus minusculus
Cheirogaleus minusculus là một loài động vật có vú trong họ Cheirogaleidae, bộ Linh trưởng. Loài này được Groves mô tả năm 2000.

## Hình ảnh

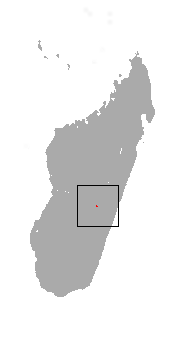